# FAV FOUR
『FAV FOUR』（ファブ・フォー）はNACK5で2021年4月5日から放送されているラジオ番組である。

## 概要
2003年にスタートし、18年間にわたって放送されたバラエティ番組『Nutty Radio Show』シリーズから一転、「オトナの「好き」を集めて、オトナの楽しさを満喫する3時間」をコンセプトに、いわゆる「大人」層をメインターゲットに「オトナが元気になると日本が元気になる!」という合言葉に「ポジティブ」「笑顔」を「世の中に提供する」生ワイド番組である。
テーマやコーナーなどでメッセージが採用されたリスナーに、番組オリジナルの「FAVステッカー」をプレゼントしている。紹介した中でパーソナリティが良いと思ったメッセージには、サイン入りのものが贈られることがあるほか、採用・不採用に関わらず、メッセージを送ったリスナーの中から抽選で3名にもプレゼントしている。

## 放送時間
- 毎週月曜日 - 木曜日 20:00 - 23:00

## 出演者

### 現在
パーソナリティ
- 月曜日：バカボン鬼塚[注 2]
- 火曜日：JOY
- 水曜日：古坂大魔王[注 3]
- 木曜日：はなわ

アシスタント
- 月曜日：時田穂乃華
- 火曜日：石飛恵里花
- 水曜日：でか美ちゃん
- 木曜日：亜咲花

### 過去
アシスタント
- 月曜日・水曜日 : 松本有紗（番組開始 - 2022年4月）
- 火曜日・木曜日 : 結（番組開始 - 2025年3月）

## タイムテーブル
- 20:00 オープニングトーク・テーマの発表
- 20:30 NACK5 TRAFFIC（JARTIC九段センター）
- 20:40 曜日別コーナー・メッセージ紹介
- 21:30 - 21:45 アーティストコーナー
  - 月曜：パーカーズのHappy Fishing!! - 豊田賢一郎（パーカーズ）
  - 火曜：なきごと水上のなきごとごとききな! - 水上えみり（なきごと）
  - 水曜：佐々木李子のリコサカ! - 佐々木李子
  - 木曜：朝倉さやのんだがらよ!! - 朝倉さや
- 21:45 フリートーク・メッセージ紹介など
- 22:15 ゲストコーナー（リモート出演の場合あり）
- 22:50 メッセージ紹介・エンディング

### 現在のコーナー

#### 月曜
週刊!少年ジャンブ
漫画形式で5つのメッセージテーマに沿って投稿するコーナー。
大ぎりぎり相撲
2023年7月まで行われていた「ざぶとん10枚」に代わり、同年8月より開始されたシン・大喜利コーナー。
毎月お題が設定され、リスナーから送られたふたつのネタを相撲の取組形式で戦わせて、勝ったほうにFAVステッカーがプレゼントされる。

#### 火曜
ユージのコーナー
JOYとユージのようにそっくりなもの・ことを募集するコーナー。

#### 水曜
FAVs SDGs
SDGsについて「正しく学び・楽しく笑う」コーナーで、毎回クイズに対するボケや答えを募集している。
古坂（でか美ちゃん）の音楽
古坂またはでか美ちゃんが選んだ1曲をじっくり聴こうというコーナー。

#### 木曜
教えて!埼玉
毎回テーマの埼玉県の各市町村の魅力やお店などの情報を募集するコーナー。
タレコミ!有名人ニュース
有名人のタレコミを募集するコーナー。
アニメ!結が独走!
結が毎週、1作品アニメの話をするコーナー。

### 過去のコーナー

#### 全曜日共通コーナー
クイズ・ゲストFAV
ゲストにまつわるクイズコーナー。ゲストコーナー内で出題され、リスナーから回答を募集する。
これまで同時間帯で放送されてきた、『The Nutty Radio Show おに魂』の「ゲストマル決」や、『Nutty Radio Show THE魂』の「ゲスト魂Q」を踏襲したコーナーである。2023年4月以降は行われていない。
過去のアーティストコーナー
- 月曜
  - 週刊!Ran マガジン - Ran（放送開始 - 2022年3月）
  - MARiAのおしゃべりマンデー - MARiA（GARNiDELiA）（2022年7月 - 2023年3月）
  - 空白ごっこセツコの口は災いのモットー - セツコ（空白ごっこ）（2023年4月 - 2024年3月）
- 火曜：Hakubiの火曜日 - 片桐（Hakubi）（放送開始 - 2022年9月）
- 水曜
  - 堀内まり菜の菜 - 堀内まり菜（放送開始 - 2023年6月）
  - 来栖りんの来栖っすん! - 来栖りん（2023年7月 - 2024年3月）